# ミーミルの泉

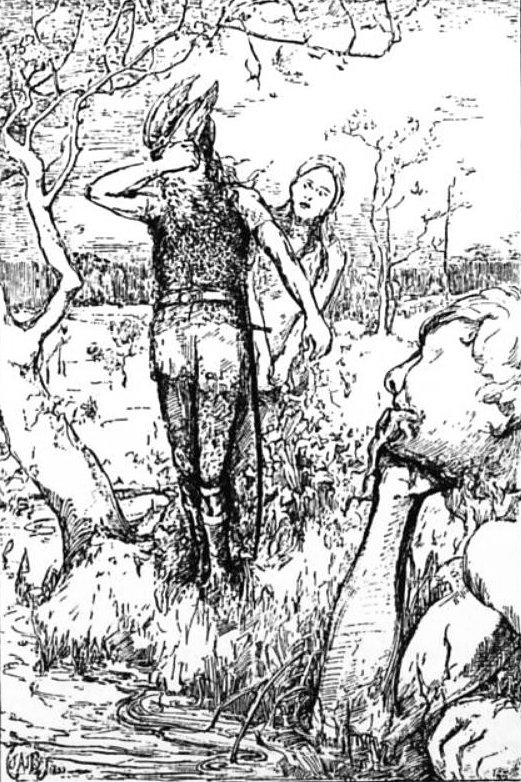
オーディンが眼球を差し出そうとする場面。

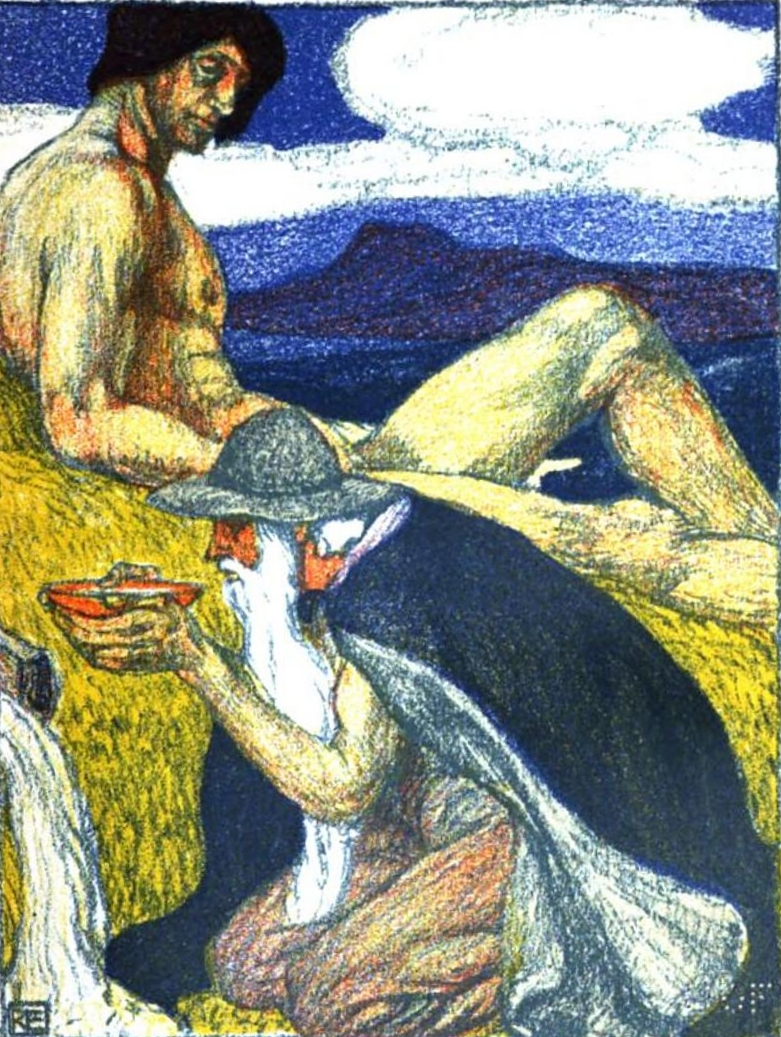
オーディンが泉の水を飲む場面。（画：ロベルト・エンゲルス）

ミーミルの泉（ミーミルのいずみ、古ノルド語:  Mímisbrunnr）は、北欧神話に登場する泉。ユグドラシルの3本に分かれた根のうち、霜の巨人の国へ伸びた根の根元にあり、知恵と知識が隠されているとされており、賢い巨人ミーミルが所有している。

## 解説
知識を求めて訪ねてきたオーディンは、泉の水を一口飲みたいとミーミルに頼み、代価に片方の眼球を求められ、これに応じたため以来片目となった。
このためミーミルの泉は「戦士の父（オーディン）の担保」とも呼ばれる。また、ヘイムダルの角笛・ギャラルホルン及びオーディンがミーミルに与えた自身の片目はそれぞれ三日月と満月を象徴しているとされる。

### 原典資料
- 『古エッダ』、『ギュルヴィたぶらかし』
  - V.G.ネッケル他編 編『エッダ 古代北欧歌謡集』谷口幸男訳、新潮社、1973年8月。ISBN 978-4-10-313701-6。

### 二次資料
- コットレル, アーサー『ビジュアル版世界の神話百科 - ギリシア・ローマ／ケルト／北欧』松村一男、蔵持不三也、米原まり子訳、原書房、1999年10月。ISBN 978-4-562-03249-5。